# Göyazan Qazakh FK
El Göyazan Qazark FK es un equipo de fútbol de Azerbaiyán que juega en la Primera División de Azerbaiyán, segunda categoría de fútbol en el país.

## Historia
Fue fundado en el año 1978 en la ciudad de Qazakh y logró ganar la Liga Soviética de Azerbaiyán en 1986 y jugar en la Segunda Liga Soviética por 5 temporadas consecutivas entre 1987 y 1991.
Tras la caída de la Unión Soviética y la independencia de Azerbaiyán, el club se convirtió en uno de los equipos fundadores de la Liga Premier de Azerbaiyán en 1992, con el problema de que fueron uno de los primeros equipos descendidos de la nueva liga como país independiente.
El club ha participado en otras ocasiones en la máxima categoría, pero la mayor parte de su historia reciente la han disputado en la Primera División de Azerbaiyán y han participado en pocas ocasiones en la Copa de Azerbaiyán.

## Palmarés
- Liga Soviética de Azerbaiyán: 1

1986